# Nata mandira

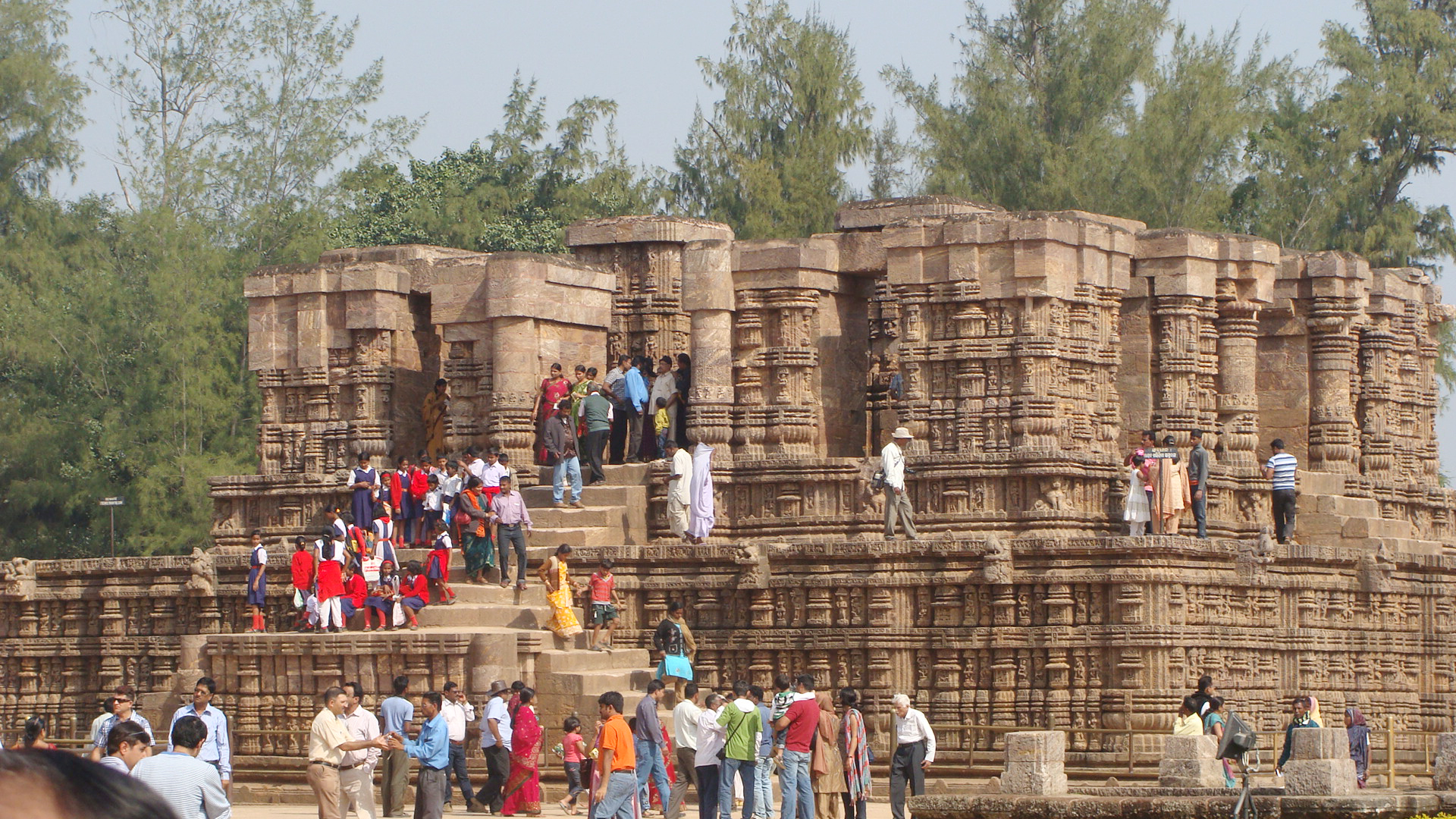
Nata mandira du Temple de Sûrya à Konârak

Dans l'architecture des temples hindouistes, le Nata mandira (IAST: Nāṭa mandira, ou Nat mandir ou Nata mandapa) est le pavillon de la danse. C'est un des bâtiments du temple, notamment dans l'architecture Kalinga. Le nom vient du sanskrit Nāṭa (=danse) et Mandira (=temple).
Les plus célèbres sont ceux du Temple de Sûrya à Konârak, du temple de Lingaraja à Bhubaneswar et du temple de Jagannath à Puri.
Le Nata Mandira fait référence à l'époque des devadasi, des danseuses sacrées qui vivaient dans le temple, consacraient leur vie à la danse et exerçaient leur art dans ce bâtimentavec des danses comme l'Odissi et le Bharata natyam. Bien que cette époque soient révolue, des spectacles de danse y sont encore parfois organisés.